# 환상의 마로나
《환상의 마로나》(프랑스어: L'Extraordinaire Voyage de Marona→마로나의 특별한 여행)는 2019년 제작된 루마니아/벨기에/프랑스 합작 장편 애니메이션 영화이다. 대한민국에서는 2019년 10월 18일 부천국제애니메이션페스티벌에서 처음 공개되었고, 2020년 6월 11일 극장에 개봉하였다.

## 출연
- 리지 브로슈레 - 마로나
- 브루노 살로몬 - 마놀
- 티에리 한시스 - 이스트반
- 애니 메르시에 - 이스트반의 엄마
- 나탈리 부테푸 - 솔랑주
- 조르주 클레스 - 솔랑주의 할아버지

## 수상
| 연도 | 시상식                      | 부문   | 결과 | 참고  |
| ---- | --------------------------- | ------ | ---- | ----- |
| 2019 | 안시 국제 애니메이션 영화제 | 작품상 | 후보 |       |
| 2019 | 부천국제애니메이션페스티벌  | 대상   | 수상 | [ 1 ] |
| 2019 | 부천국제애니메이션페스티벌  | 관객상 | 수상 | [ 1 ] |